# Saison 2 de Santa Clarita Diet
Chronologie
Saison 1 Saison 3
Cet article présente le guide des épisodes de la deuxième saison de la série télévisée Santa Clarita Diet.

## Généralités
L’ensemble des dix épisodes de la saison, sont disponibles depuis le 23 mars 2018 sur Netflix.

## Distribution

### Acteurs principaux
- Drew Barrymore (VF : Laura Préjean) : Sheila Hammond
- Timothy Olyphant (VF : Jean-Pierre Michaël) : Joel Hammond
- Liv Hewson (VF : Camille Donda) : Abby Hammond, fille de Sheila et Joel
- Skyler Gisondo (VF : Pierre-Henry Prunel) : Eric Bemis

### Acteurs récurrents
- Mary Elizabeth Ellis (VF : Marie-Laure Dougnac) : Lisa Palmer
- Natalie Morales (VF : Barbara Beretta) : Anne Garcia
- Nathan Fillion (VF : Guillaume Orsat) : Gary West
- Maggie Lawson (VF : Karine Foviau) : Christa
- Matt Shively (VF : Oscar Ouieb) : Christian
- Andy Richter (VF : Jacques Bouanich) : Carl Goby

### Invités
- Richard T. Jones (VF : Frantz Confiac) : Rick
- Joy Osmanski (en) (VF : Claire Baradat) : Alondra
- Thomas Lennon (VF : Emmanuel Curtil) : le principal Andrei Novak
- Zachary Knighton (VF : Raphaël Cohen) : Paul
- Joel McHale (VF : Alexis Victor) : Chris
- Ramona Young (VF : Nina Broniszeewski-Madre) : Ramona
- Jee Young Han (VF : Flavie Testud) : Marsha
- Jonathan Slavin (VF : Vincent de Bouard) : Ron
- Leo Howard (VF : Maxime Baudoin) : Sven

## Épisodes

### Épisode 1:Aucune famille n'est parfaite
- : 23 mars 2018 sur Netflix

- Jonathan Slavin (en) : Ron
- Neil Casey : Goran
- Ramona Young : Ramona
- Adam Rose : Orderly Barton

### Épisode 2:Le coyote en tenue de yoga
- : 23 mars 2018 sur Netflix

- Markie Post: Goran
- Joel McHale: Chris
- Maggie Lawson: Christa
- Markie Post : Becky

### Épisode 3:Une zone d'ombre en termes de morale
- : 23 mars 2018 sur Netflix

- Robert Baker: Boone Traver
- Shawn-Caulin Young: AJ Laroche

### Épisode 4:La reine d'Angleterre
- : 23 mars 2018 sur Netflix

### Épisode 5:Homicide volontaire avec préméditation
- : 23 mars 2018 sur Netflix

- Paul Ben-Victor : Mark
- Leo Howard : Sven

### Épisode 6:Passion tango
- : 23 mars 2018 sur Netflix

- Gerald McRaney: Col.Ed Thune

### Épisode 7:La peur dans nos cœurs
- : 23 mars 2018 sur Netflix

### Épisode 8:Chevalets et peintures de guerre
- : 23 mars 2018 sur Netflix

### Épisode 9:Ces objets un peu douteux
- : 23 mars 2018 sur Netflix

- Sarah Baker: Ruby Sanders

### Épisode 10:Filet deflétan!
- : 23 mars 2018 sur Netflix